# 8806 Fetisov
A 8806 Fetisov (ideiglenes jelöléssel 1981 UU11) a Naprendszer kisbolygóövében található aszteroida. Nyikolaj Sztyepanovics Csernih fedezte fel 1981. október 22-én.